# Sudamericano Juvenil de Rugby 1986
El Sudamericano Juvenil de Rugby de 1986 fue el octavo torneo de la categoría, participando las selecciones de Argentina, Chile, Paraguay y Uruguay de menores de 18 años.
El año anterior se había resuelto llevarla a cabo en Argentina; finalmente, se eligió celebrarse en la ciudad de Mendoza (sede de la Unión de Rugby de Cuyo) aunque la organización corrió por cuenta de la Unión Argentina de Rugby.

## Equipos participantes
- Selección juvenil de rugby de Argentina
- Selección juvenil de rugby de Chile
- Selección juvenil de rugby de Paraguay
- Selección juvenil de rugby de Uruguay

## Posiciones
| Pos. | Equipo    | Encuentros | Encuentros | Encuentros | Encuentros | Tantos  | Tantos    | Tantos     | Puntos |
| Pos. | Equipo    | jugados    | ganados    | empatados  | perdidos   | a favor | en contra | diferencia | Puntos |
| ---- | --------- | ---------- | ---------- | ---------- | ---------- | ------- | --------- | ---------- | ------ |
| 1    | Argentina | 3          | 3          | 0          | 0          | 204     | 22        | + 182      | 6      |
| 2    | Chile     | 3          | 2          | 0          | 1          | 51      | 103       | - 52       | 4      |
| 3    | Uruguay   | 3          | 1          | 0          | 2          | 28      | 84        | - 56       | 2      |
| 4    | Paraguay  | 3          | 0          | 0          | 3          | 47      | 121       | - 74       | 0      |

Nota: Se otorgan 2 puntos al equipo que gane un partido, 1 al que empate, 0 al que pierda

## Resultados[2]

### Primera Fecha
| 26 de octubre | Chile | 16 - 6 | Uruguay | cancha de Mendoza Rugby Club, Mendoza, Argentina |  |

| 26 de octubre | Argentina | 70 - 16 | Paraguay | cancha de Mendoza Rugby Club, Mendoza, Argentina |  |

### Segunda Fecha
| 29 de octubre | Argentina | 50 - 3 | Uruguay | Estadio Malvinas Argentinas, Mendoza, Argentina |  |

| 29 de octubre | Chile | 32 - 13 | Paraguay | Estadio Malvinas Argentinas, Mendoza, Argentina |  |

### Tercera Fecha
| 1 de noviembre | Uruguay | 19 - 18 | Paraguay | cancha de Los Tordos Rugby Club, Mendoza, Argentina |  |

| 1 de noviembre | Argentina | 84 - 3 | Chile | cancha de Los Tordos Rugby Club, Mendoza, Argentina |  |

| Bandera de Argentina |
| Campeón Argentina    |
| Séptimo título       |